# Daruma sagamia
Daruma sagamia – gatunek morskiej ryby skorpenokształtnej (Scorpaeniformes) z rodziny głowaczowatych (Cottidae), jedyny przedstawiciel rodzaju Daruma.

## Występowanie
Występuje w wodach północno-zachodniego Oceanu Spokojnego na głębokościach 50–80 m. Osiąga długość 3 cm.
Dorasta do 3 cm długości.